# Billet de 5 francs Zodiaque
Pour les articles homonymes, voir 5 francs.
Recto
Verso
Chronologie
5 francs violet
Le 5 francs Noir dit « Zodiaque » est un billet de banque français émis par la Banque de France à la suite de la loi du 29 décembre 1871, puis modifié en 1905 (« Cinq francs Bleu »). Il est le premier billet de 5 francs et a la particularité de ne pas être imprimé sur un papier filigrané.

## Description
Émis à partir du 1er février 1872, progressivement retiré de la circulation à compter du 5 février 1874 après un tirage de 85 000 000 d'exemplaires et enfin privé de son cours légal le 31 décembre 1933, le 5 francs Zodiaque est un billet monotype bleu foncé qui fut créé afin de pallier l'absence de pièces en argent de type 5 francs Hercule. 
Ce manque de numéraire spécifique s'explique pour deux raisons principales : le coût de la guerre et de l'occupation allemande (1871-1874) qui vida les coffres de la Banque de France et engendra une thésaurisation ; d'autre part, on observe à cette époque une dégradation du rapport entre l'argent et l'or établi à 15,5/1, qui met l'étalon or en concurrence avec l'étalon argent des autres pays et entraîne une spéculation sur l'argent métal. Lorsque le budget français fut assaini, ce billet fut supprimé mais les pièces de 5 francs restèrent rares.
Le surnom « Zodiaque » provient des 12 signes zodiacaux qui marquaient, au recto, au milieu du numéro de série, les différents mois d'émissions. Il est également appelé « Cinq francs Noir » en référence à la mention indicielle « Cinq francs » imprimée au centre du recto, en lettres capitales noires.
Ce billet est l’œuvre du peintre Camille Chazal ; la gravure est de Dujardin. Sur cette vignette sont représentées des figures allégoriques : Force, Travail, Fortune sur le recto ; Agriculture, Science, Sagesse sur le verso.
Le filigrane blanc représente une tête de femme de profil surmontant les mots "Banque de France" (sens de lecture au verso).
Les dimensions sont de 126 × 80 mm.

## Le type 1905 dit «Bleu»

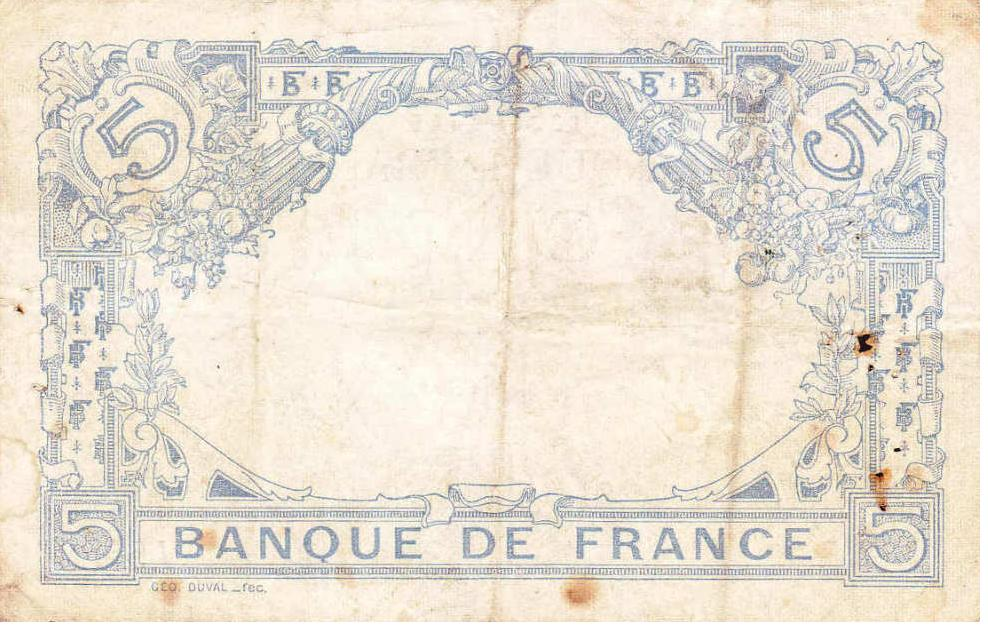
Le nouveau verso du 5 francs Zodiaque, devenu le « type 1905 ».

En 1905, du fait de la raréfaction des pièces de 5 francs, la Banque de France étudie la possibilité d'une nouvelle émission d'un billet de cinq francs. Afin de déjouer les contrefaçons le type 1871 est repris mais modifié dans un monotype bleu avec  l'indice « Cinq francs » imprimé en bleu et non plus en noir. Camille Chazal étant mort en 1875 et les matrices des gravures très abîmées, le recto fut retouché par Georges Duval mais présente une variante, où, pour le mois de juillet, le signe du Lion est inversé. 
Quant au verso du type 1905, il fut entièrement dessiné et gravé par Duval et non par Dujardin : on voit des cornes d’abondance de fleurs et de fruits mêlés de monogrammes de la Banque de France entourant un grand cartouche blanc. 
Imprimé à partir du 2 janvier 1912, le billet est seulement mis en circulation le 30 juillet 1914, puis progressivement retiré de la circulation le 30 décembre 1918 et enfin définitivement privé de son cours légal le 31 décembre 1933 après un tirage de 406 500 000 d'exemplaires. On trouve donc des billets portant les millésimes 1912 et 1913.
Quelques tentatives de contrefaçons eurent tout de même lieu, dont les affaires Ghiglione et Marti, en 1916.